# 魯昂火山
魯昂火山是印度尼西亞北苏拉威西省桑義赫群島最南端的複式火山。 它由一個4乘5（2.5乘3.1英里）寬的島嶼組成。山頂有一個部分火山穹丘，海拔約725（2,379英尺）。 從山頂可以看到南面的克拉巴火山、北面的錫奧島、東面的特尔纳特。

## 地質學
山頂部分被1904 年活動形成的火山穹丘所填滿。從那時起，人們透過火山穹丘和火山碎屑流的形成觀察到火山活動。它由一個4x5公里（2.5 英里×3.1英里）寬的島嶼組成。

## 火山噴發與影響

### 21世紀前
根據記錄，該火山至少噴發過16次 ，其中第一次噴發發生在1808年。
后来，德國人類學家阿道夫·邁耶博士目睹了 1871 年的一次大火山爆發。魯昂當時無人居住，但附近塔古蘭當島 (Tagulandang) 的居民在其山坡上擁有許多種植園。火山爆發在幾分鐘內摧毀了這些村莊，並引發海嘯，摧毀了位於魯昂火山對面塔古蘭當島的大村莊的大部分。村裡的居民大多淹死了，後來海灘上可以看到他們的屍體。死亡人數估計約300至400人。

### 2024年4月
2024年4月18日，魯昂火山噴發。其中影響了馬來西亞多地的航班，而在砂拉越州，4月18日隨著火山的SO2硫磺進入砂拉越領口後，砂拉越當局已發出了預警。而在19日預測後表示並沒有影響至砂拉越，同時航班全面回覆。距离火山100多公里的万鸦老市萨姆拉图兰吉机场暂时关闭。机场管理部门官员说，火山灰扩散可能会威胁到民航安全。
由於能見度降低，馬來西亞西部的和新加坡的航空公司於4月18日取消了飛往沙巴和砂拉越的航班 。截至4月19日，火山噴出的二氧化硫羽流已延伸1000公里，覆蓋整個婆羅洲 。出乎意料的是，沙巴和砂拉越的地表空氣品質並未受到火山爆發的影響。